# Stavreberg
Stavreberg är en by i Holaveden, Ödeshögs kommun, Östergötland.
Stavreberg är en av de 19 byar som räknas till Stavabygden.